# Имагина фон Йотинген
Имагина фон Йотинген (на немски: Imagina von Oettingen; † 8 септември 1450 в замък Бург Ландек) е графиня от Йотинген и чрез женитба графиня на Цвайбрюкен-Бич.

## Произход
Тя е дъщеря на граф Фридрих III фон Йотинген († 1423) и втората му съпруга херцогиня Еуфемия фон Силезия-Мюнстерберг († 1447), дъщеря на херцог Болко III фон Мюнстерберг († 1410) и Еуфемия († 1411), дъщеря на херцог Болеслав фон Битом и Кенджежин († 1354/1355).

## Фамилия
Имагина фон Йотинген се омъжва на 21 юли 1409 г. за граф Ханеман II фон Цвайбрюкен-Бич (* ок. 1380; † ок. 1418), син на граф Ханеман I (Йоханес) фон Цвайбрюкен-Бич († 1399/1400) и първата му съпруга Елизабет фон Лайнинген († 1375/1385). Те имат децата:
- Симон V (IV/VI) Векер фон Цвайбрюкен-Бич († сл. 1426), граф на Цвайбрюкен, господар на Бич, женен за Елизабет фон Марк († сл. 1479), дъщеря на Еберхард II фон Марк-Аренберг († 1440/1454)
- Фридрих II фон Цвайбрюкен-Бич († октомври 1474), граф на Цвайбрюкен-Бич, женен 1435 г. за рауграфиня Анна фон Салм-Нойенбаумберг († сл. 1457)
- Ханеман фон Цвайбрюкен-Бич († сл. 1420)
- Агнес фон Цвайбрюкен-Бич († сл. февруари 1454), сгодена на 3 март 1429, омъжена на 15 юли 1435 г. за граф Рудолф фон Лайнинген-Риксинген († 1475), син на граф Йохан фон Лайнинген-Риксинген I († 1442/1445)
- деца фон Цвайбрюкен